# Why Don't We Do It in the Road?
Why Don't We Do It in the Road? (tradotto in italiano: "Perché non lo facciamo per strada?") è un brano musicale dei Beatles, caratterizzato da un blues rock duro e violento, contenuto nell'album The Beatles (meglio noto come White Album). Essa è forse la canzone più sfacciata e spudorata di tutte quelle presenti in un album dei Beatles: la frase del titolo è anche l'unica di tutta la canzone, meno tre intermezzi, ripetuta diverse volte e in svariati modi differenti dal suo compositore, Paul McCartney, con la sola presenza di Ringo Starr.

## Descrizione
Scritta ed eseguita da Paul, l'esplicita e oltraggiosa Why Don't We Do It in the Road? è una composizione in puro stile lennoniano, tanto che John ebbe in seguito a esprimere la propria irritazione per non essere stato reso partecipe, neanche alla registrazione del brano, avvenuto proprio nel giorno del suo compleanno; la mossa di McCartney forse volle essere una sorta di "vendetta" nei confronti dello stesso Lennon che lo escluse dall'incisione di Revolution 9; e anche perché i termini della pubblicazione del White Album erano vicini e Paul sapeva che un eventuale coinvolgimento di John nel brano avrebbe dilatato i tempi a dismisura.

### Origine e storia
L'idea del brano era nata nella mente di McCartney in India, un giorno in cui dal tetto dove stava meditando aveva visto un gruppo di scimmie nella giungla, due delle quali si stavano accoppiando.

### Registrazione
Il 9 ottobre del 1968, il solo Paul era in sala di registrazione a curare le parti di chitarra acustica, pianoforte e basso, oltre alla linea vocale. Il giorno seguente il brano fu completato dalla sovraincisione della chitarra elettrica – suonata sempre da Paul – e della batteria di Ringo.

### Cover
Nel 1969 la prima cover del brano fu pubblicata da Lowell Fulsom. Nel 1992 incise una sua versione la cantante Lydia Lunch. Nel 1994 i Phish registrarono una versione live che verrà pubblicata nel 2002.
La band italiana dei Kutso ha inserito una cover del brano nel suo album del 2015 "Musica Per Persone Sensibili".

## Formazione
- Paul McCartney: voce, chitarra elettrica, basso, chitarra acustica, pianoforte
- Ringo Starr: batteria